# 小林贵子
小林贵子（日语：／ Kobayashi Takako，1968年4月2日—），日本女子柔道运动员。她曾代表日本参加1990年亚洲运动会柔道比赛，获得一枚银牌。她也曾参加1992年夏季奥林匹克运动会。